# Konstanca, Romunija
Konstanca (romunsko Constanța) je mesto in pristanišče ob Črnem morju v Romuniji.
Leži na jugovzhodu Romunije v zgodovinski pokrajini Dobrudži. Je največje mesto Dobrudže in po popisu leta 2011 peto največje romunsko mesto.

## Zemljepis
Konstanca se nahaja v istoimenskem okrožju na jugovzhodu Romunije. Leži ob Črnem morju, ob katerem ima 6 kilometrov obale. Z juga in zahoda Konstanco obdaja prekop Donava–Črno morje, s severa in severozahoda pa njegov severni krak Poarta Albă–Midia Năvodari. Na območju Konstance je več limanov, med njimi Siutghiol in Tăbăcărie severno od mesta. Na pasu kopnega med jezerom Siutghiol in morjem leži Mamaia, največje romunsko obmorsko letovišče.

## Zgodovina
Konstanco so pod imenom Tomis (tudi Tomoi) v 7. stoletju pred našim štetjem ustanovili Grki iz maloazijskega mesta Milet. V času antičnega Rima je v njem živel pesnik Ovid, potem ko so ga izobčili iz Rima, do svoje smrti leta 17. V 3. in 4. stoletju je mesto preživelo gotske, skitske in hunske vpade. Pod rimskim cesarjem Konstantinom Velikim se je mesto v čast njegove sestre preimenovalo v Constantiana.
Mesto je ostalo utrdba in pristanišče Vzhodnega Rimskega cesarstva do 7. stoletja, ko so ga zapustili zaradi vse pogostejših vdorov Slovanov in Bolgarov. Ti so mesto skupaj s celotno Malo Skitijo zavzeli leta 680. Pod bolgarsko vladavino je z izjemo bizantinske vnovične zasedbe v letih 971–1186 ostalo do konca 14. stoletja. Potem ko je nekaj desetletij bila del kneževine Vlaške, je okoli leta 1418 pripadla Osmanskemu cesarstvu.
Leta 1878, po romunski vojni za neodvisnost, je Osmansko cesarstvo prepustilo Severno Dobrudžo s Konstanco Romuniji. Mesto je postalo glavno romunsko pristanišče, skozi katerega je potovala večina državnega izvoza. Prva zgradba, ki je bila zgrajena na obali Črnega morja po prehodu pod romunsko oblast, je bil konstanški kazino, današnji zgodovinski spomenik in simbol mesta; njegov temeljni kamen so položili leta 1880.
Med prvo svetovno vojno so 22. oktobra 1916 Konstanco okupirale centralne sile – Nemčija, Turčija in Bolgarija. Maja 1918 sklenjen bukareški mir, nikoli ratificiran s strani Romunije, je predvideval, da Konstanca ostane pod skupnim upravljanjem centralnih sil. 24. septembra 1918 so sile v Berlinu podpisale protokol, s katerim je cona pod skupno upravo pripadla Bolgariji. Sporazum je bil kratkega veka, saj je le nekaj dni pozneje Bolgarija po Vardarski ofenzivi kapitulirala, Konstanco pa so osvobodile sile antante.
V medvojnem obdobju je mesto postalo glavno poslovno vozlišče Romunije, skozi katerega je v 1930. letih potovala več kot polovica državnega izvoza. Med drugo svetovno vojno, v kateri se je Romunija borila na strani sil osi, je bilo mesto pogosta tarča zavezniških bombardiranj. Medtem ko je samo mesto ostalo v veliki meri nepoškodovano, je pristanišče utrpelo veliko škodo, od katere si je opomoglo šele v 1950. letih.

## Prijateljska mesta
Konstanca je pobratena z naslednjimi mesti:
| - Aleksandrija, Egipt - Batumi, Gruzija - Brest, Francija - Pusan, Južna Koreja - Cahul, Moldavija - Callao, Peru - Carigrad, Turčija - Cartagena, Kolumbija - Fort Lauderdale, ZDA - Genova, Italija - Havana, Kuba - İzmir, Turčija - Jokohama, Japonska | - Logroño, Španija - Mobile, ZDA - Odesa, Ukrajina - Rotterdam, Nizozemska - Solun, Grčija - Santos, Brazilija - Silivri, Turčija - Sulmon, Italija - Šanghaj, Kitajska - Tepebaşı, Turčija - Trapani, Italija - Turku, Finska |